# Brahman
Brahman (chủ cách brahma ब्रह्म) hay Đại ngã là một khái niệm về một thánh thần tối thượng của Ấn Độ giáo. Brahman là hiện thực siêu việt không thay đổi, vô hạn, có ở khắp mọi nơi và là nền tảng linh thiêng cho tất cả vật chất, năng lượng, thời gian, không gian, các thể sống, và tất cả những gì vượt khỏi vũ trụ này. Bản chất của Brahman được miêu tả là mang tính cá nhân siêu việt (transpersonal), mang tính cá nhân (personal) và không mang tính cá nhân (monist,impersonal) bởi các trường phái triết học khác nhau. Trong Rig Veda, Brahman đã tạo ra thể sống nguyên thủy Hiranyagarbha được xem là tương đương với vị thần sáng tạo ra thế giới Brahma.
Từ "Brahman" được tạo ra từ động từ brh (tiếng Phạn:phát triển), để chỉ sự vĩ đại. Trong cuốn Mundaka Upanishad viết rằng:
Om- Brahman tối cao là vô cùng, và điều kiện gọi là Brahman là vô cùng. Sự vô cùng phát sinh từ cõi vô cùng. Sau đó thông qua kiến thức, nhận ra được sự vô hạn của cõi vô cùng, nó vẫn là cõi vô cùng duy nhất.
Trong cuốn Bhagavad Gita, từ Iswara được sử dụng để giải thích Nirguna Brahman, và từ Brahma để giải thích Saguna Brahman:
paramam aksharam brahma uchyathe [Bhagavad Gita, chương 8, câu 3]
The great akshara is said to be Brahma.
Akshara vĩ đại được gọi là Brahma.
yasmad ksharamatheethohaksharadapichothama: athohasmi loke vede cha pradhitha: purushothama: [Bhagavad Gita, chapter 15, verse 18]
I (Iswara) am beyond kshara (perishable world), and also greater than the akshara(Brahma). So in the world, I am denoted as purushothama in the Vedas.
Ta (Iswara) là vượt khỏi kshara (thế giới có thể bị hủy diệt), và vĩ đại hơn akshara (Brahma).
brahmano hi prathishtahamamrithasyavyayasya cha sashwathasya cha dharmasya sukhasyaikanthikasya cha [Bhagavad Gita, chương 14, verse 27]
I (Iswara) am the basis or seat of the imperishable Brahma, the everlasting dharma (course of right action), and definitely of all joy.
Ta (Iswara) là cơ sở của Brahma không thể bị hủy diệt, dharma vĩnh hằng, và tất cả niềm vui.
bahyasparsheshwasakthathma vindathyathmani yathsukham sa brahmayogayukthathma sukhamakshayamasnuthe [Bhagavad Gita, Chapter 5, verse 21]
Similar to a person who is not attached to outside pleasures but enjoys happiness in the Athma (Soul or God within), the person who perceives Brahma (the Cosmic Body) in and as every body or thing feels everlasting joy.
Tương tự như một người không bị vướng bận vào các thú vui bên ngoài nhưng vui hưởng hạnh phúc trong Athma (Linh hồn hay God bên trong), người cảm nhận được Brahma vào trong sẽ cảm thấy một niềm hạnh phúc vĩnh cửu.
"Satchidananda Brahma" underlines this concept, meaning pure, true happiness of mind is Brahma.